# Agrostis formosana
Agrostis formosana é uma espécie de gramínea do gênero Agrostis, pertencente à família Poaceae.